# Criteri M de Weierstrass
El criteri M de Weierstrass, de vegades anomenat prova M de Weierstrass és, en matemàtiques, una condició suficient per a assegurar que una sèrie {\displaystyle \sum _{n=1}^{\infty }f_{n}(x)} de funcions definides en un conjunt {\displaystyle A} és uniformement convergent. No cal que {\displaystyle A} sigui un espai topològic ni que les funcions siguin contínues, encara que aquest es el cas d'utilització més freqüent.

## Enunciat
Criteri M de Weierstrass. Suposem que {\displaystyle \{f_{n}\}} és una successió de funcions reals o complexes definides en un conjunt {\displaystyle A} i que existeix una successió de nombres positius {\displaystyle M_{n}} de manera que
{\displaystyle \forall n\geq 1,\forall x\in A:\ |f_{n}(x)|\leq M_{n},}
{\displaystyle \sum _{n=1}^{\infty }M_{n}<\infty }.
Aleshores la sèrie
{\displaystyle \sum _{n=1}^{\infty }f_{n}(x)}
convergeix uniformement a {\displaystyle A}.

## Comentaris
- En les condicions de l'enunciat es té també que la sèrie {\displaystyle \sum _{n=1}^{\infty }f_{n}(x)} és absolutament convergent. Això es dedueix del mateix enunciat.
- El nom en alemany d'aquest enunciat és Weierstraßsches Majorantenkriterium, i aquest sembla l'origen de la lletra M que apareix en el nom que s'usa en la majoria de llengües. Per això també tindria sentit d'anomenar-lo criteri de la majorant de Weierstrass.